# Mauro Codussi

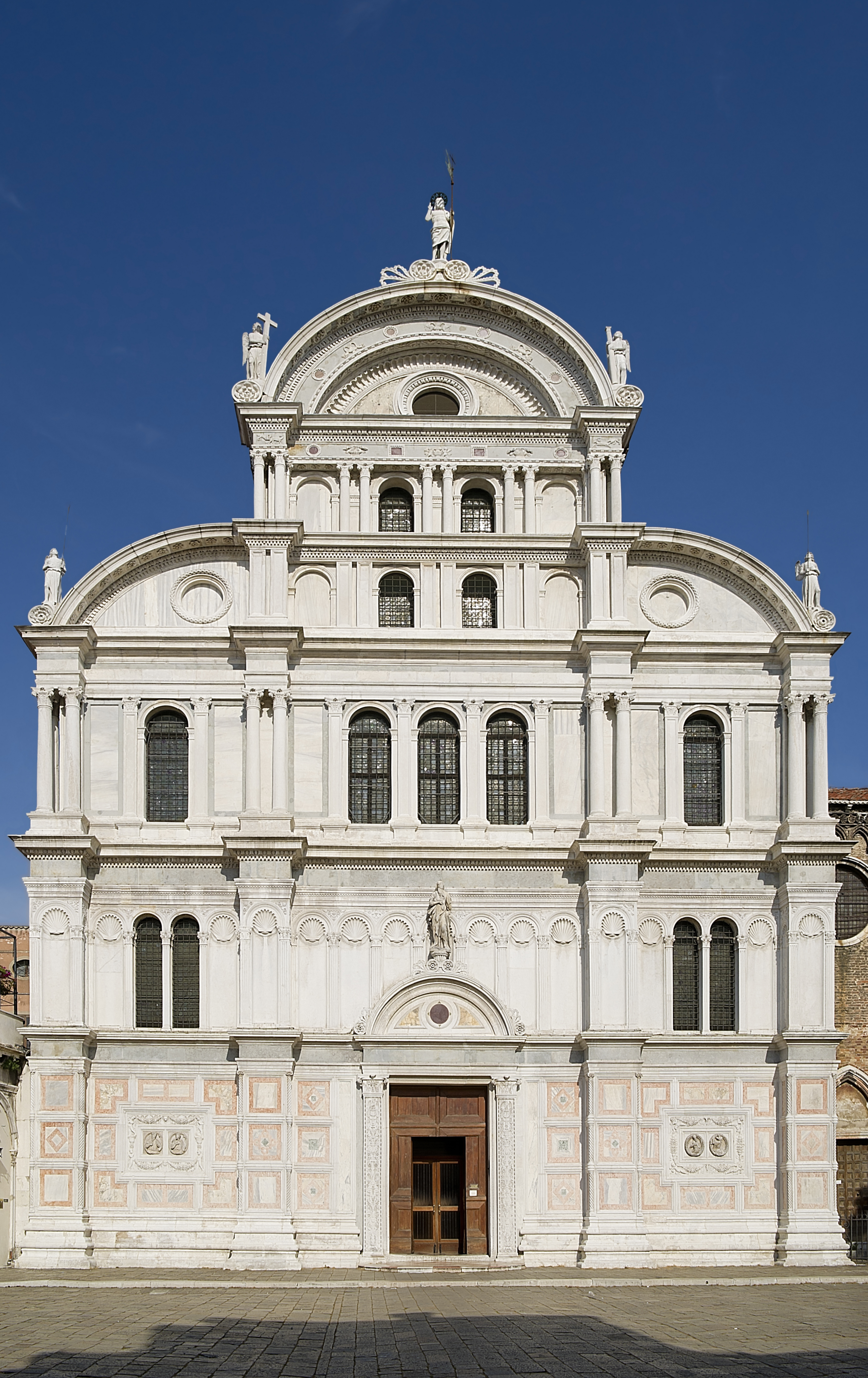
Chiesa di San Zaccaria, Venezia

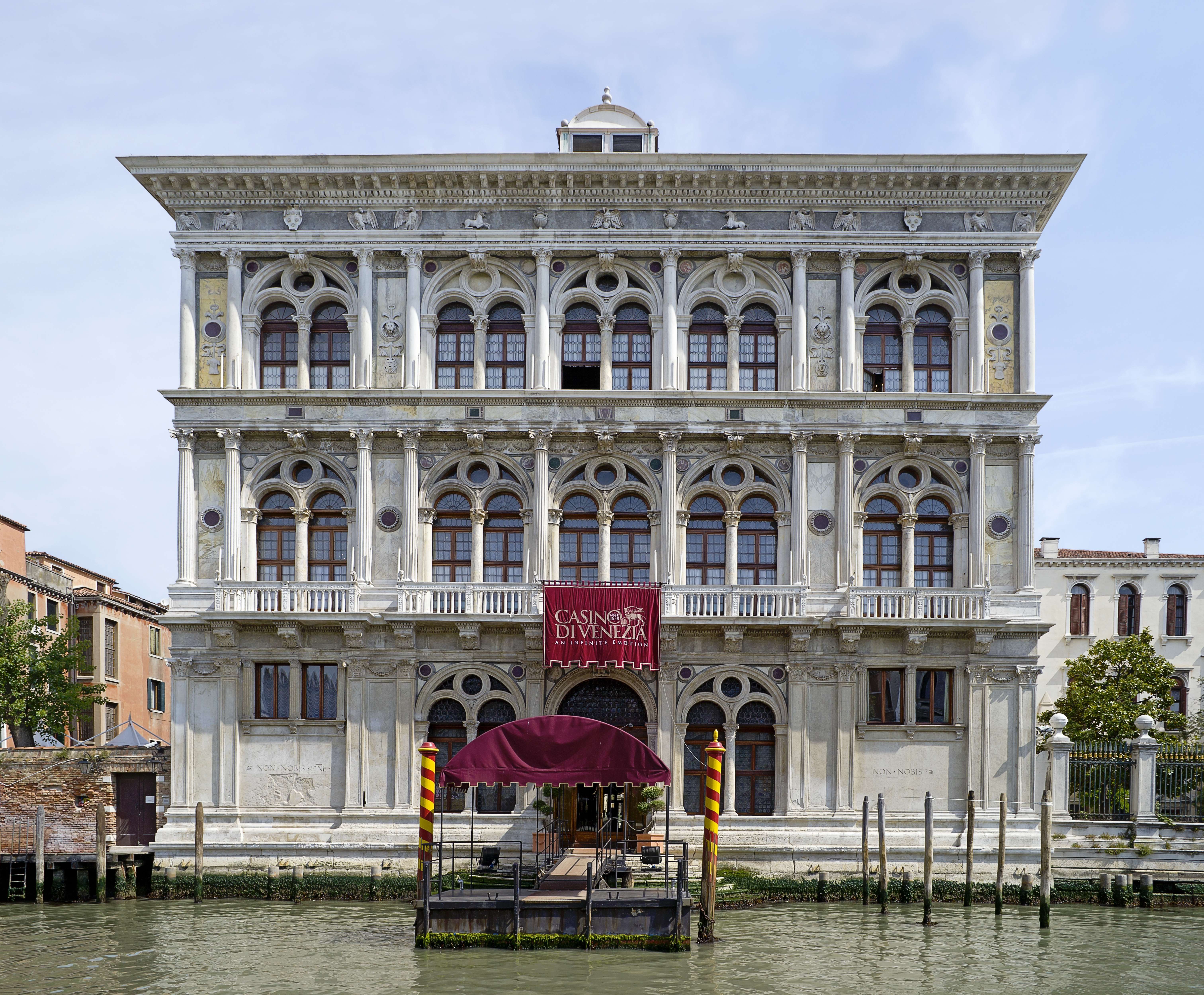
Ca' Vendramin Calergi

Mauro Codussi o Moretus o Maurus de Cudussis de Lentina (Lenna, 1444? – Venezia, 1504) è stato un architetto italiano.

## Biografia
Nato a Lenna, piccolo paese della valle Brembana, in provincia di Bergamo, figlio di Martino, si formò culturalmente in Romagna, a Ravenna e dal 1467 si trasferì a Venezia dove contribuì notevolmente all'arricchimento architettonico della Serenissima, dove venne nominato come civis Bergomi et ibi habitator.
Tra le sue opere principali meritano menzione le chiese di San Michele in Isola, di San Zaccaria (per la quale assunse la carica di proto nel 1483), di San Giovanni Crisostomo e di Santa Maria Formosa. Di notevole spessore anche Palazzo Vendramin-Calergi e Palazzo Zorzi a San Severo. La data di costruzione di Ca' Loredan Vendramin Calergi, oggi sede del Casinò Comunale di Venezia non è documentata, ma gli storici fissano l'inizio dei lavori nel 1481. Secondo le fonti, il palazzo era già ultimato nel 1509, in un tempo ragionevolmente breve, se si pensa alle tecnologie dell'epoca e alla difficoltà di costruire sull'acqua. L'architetto Mauro Codussi ha realizzato la somma di tutte le sue prove, dimostrando di essere il più geniale tra i costruttori del Rinascimento lagunare. La dimora ebbe un periodo di grande floridezza, con lavori di ampliamento e la costruzione della cosiddetta "ala bianca", eretta nel 1614, sopra il giardino, su progetto di Vincenzo Scamozzi, celebre architetto del Rinascimento.
Dopo aver diretto i lavori di restauro della Scuola Grande di San Marco, eseguiti tra il 1491 e il 1495, collaborò, a partire dal 1496, con il conterraneo Bartolomeo Bon di Campione per la realizzazione della torre dell'orologio in piazza San Marco. Dei primi anni del Cinquecento, con il suo ritorno a Bergamo, progettò la facciata della chiesa di San Giacomo a Sedrina.
Un corso carsico imbarazzante: un nome Mauro Codussi, che solo alla fine dell'Ottocento riappare grazie all'accanimento archivistico degli studiosi più accorti e in particolare alla ricerca di Pietro Paoletti che per primo lo riscoprì nel 1893. Le indagini meticolose di quesiti hanno permesso di stabilire che molte opere veneziane del primo rinascimento erano dello stesso autore: Moro Lombardo,  così lo menzionavano alla sua epoca ed anche dal Sansovino.
Documentatissima la sua presenza a Bergamo, nei periodi invernali, dove aprì un negozio di stoffe nella vicinia di San Pancrazio, presso la torre del Gombito, dato in gestione al figlio Domenico. Il suo nome è associato alla progettazione della cosiddetta Casa dell'Arciprete degli ultimi anni del XV secolo.
L'attività di Codussi risultò fondamentale nel primo Rinascimento veneziano. La sua prima grande opera la chiesa di San Michele in Isola deriverebbe dalla più antica chiesa di San Giacomo a Sebenico (architetto Giorgio Orsini) e dalle influenze di derivazione albertiana espressa nel Tempio Malatestiano e nota al Codussi.
Fu uno dei primi ad attribuire un'importanza primaria alla struttura architettonica anziché ai problemi decorativi.